# Suché lesy Andrefana
Suché lesy Andrefana je název jedné z položek seznamu světového dědictví UNESCO. Sestává ze čtyř národních parků a dvou přírodních rezervací na Madagaskaru. Národní park Tsingy de Bemaraha je pod ochranou UNESCO od roku 1990, k rozšíření o dalších pět lokalit došlo v roce 2023. Jsou rozprostřeny v západní části ostrova a zahrnují mimo jiné krasovou krajinu a vápencové pahorkatiny zaříznuté do působivých útvarů zvaných „tsingy“. Zachovalé původní lesy, jezera a mangrovové bažiny jsou domovem vzácných a ohrožených lemurů a ptáků. Jednotlivá území pokrývají téměř celou škálu ekologických a evolučních variací v západních lesích Madagaskaru, včetně západních suchých lesů a jihozápadních ostnatých lesů. Tato místa obsahují velkolepou řadu endemické a ohrožené biologické rozmanitosti, včetně baobabů.

## Přehled území
| Název                                       | Rozloha  | Region           | Převládající ekoregion | Mapa v OSM |
| ------------------------------------------- | -------- | ---------------- | ---------------------- | ---------- |
| rezervace Analamerana                       | 347 km²  | Diana            | opadavé suché lesy     | OSM, WMF   |
| rezervace Ankarana                          | 182 km²  | Diana            | opadavé suché lesy     | OSM, WMF   |
| národní park Ankarafantsika                 | 1365 km² | Boeny            | opadavé suché lesy     | OSM, WMF   |
| národní park a rezervace Tsingy de Bemaraha | 1577 km² | Melaky           | opadavé suché lesy     | OSM, WMF   |
| národní park Mikea                          | 1846 km² | Atsimo-Andrefana | trnité suché lesy      | OSM, WMF   |
| národní park Tsimanampesotse                | 2025 km² | Atsimo-Andrefana | trnité suché lesy      | OSM, WMF   |

## Fotogalerie

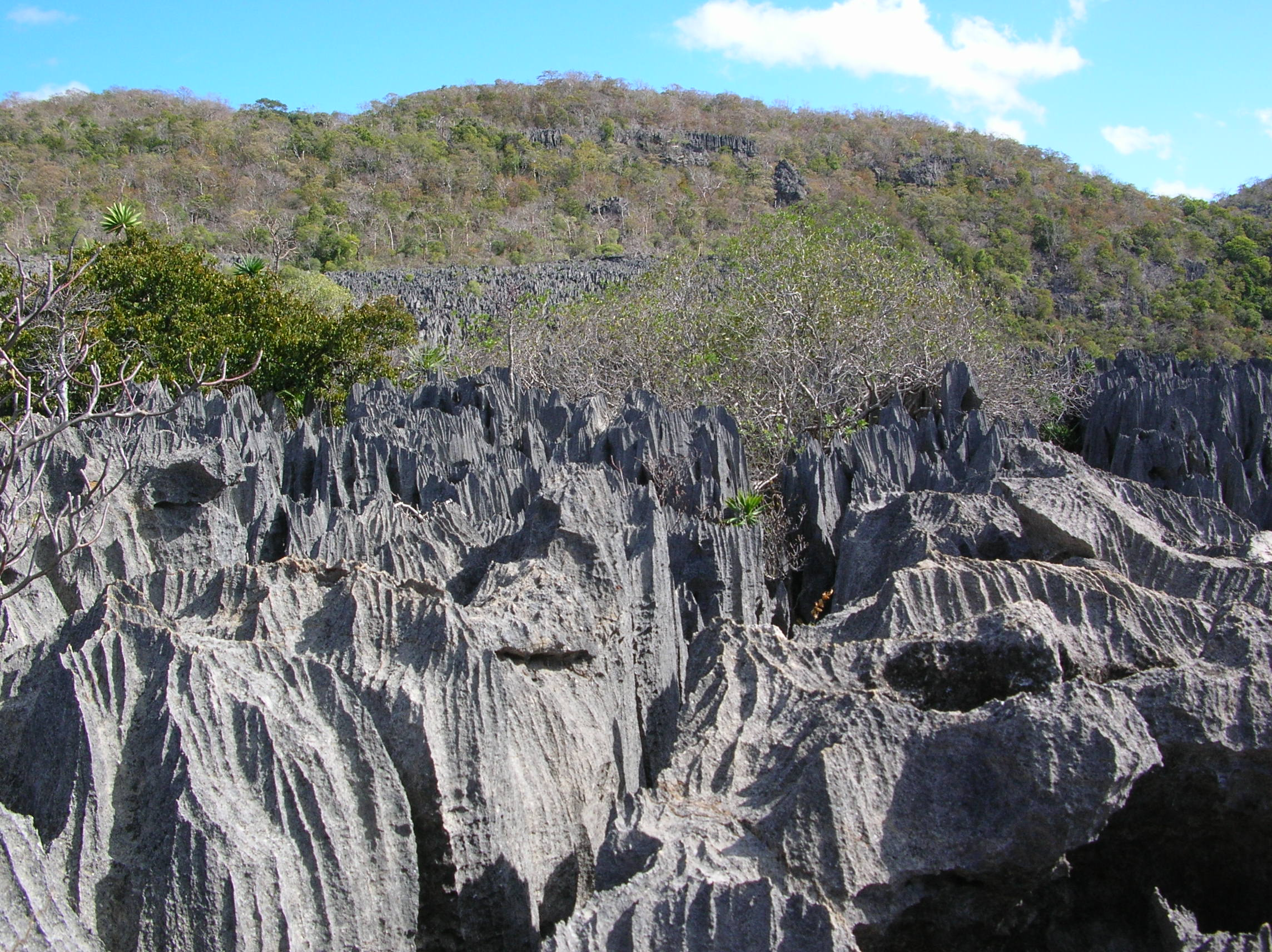
Ankarana
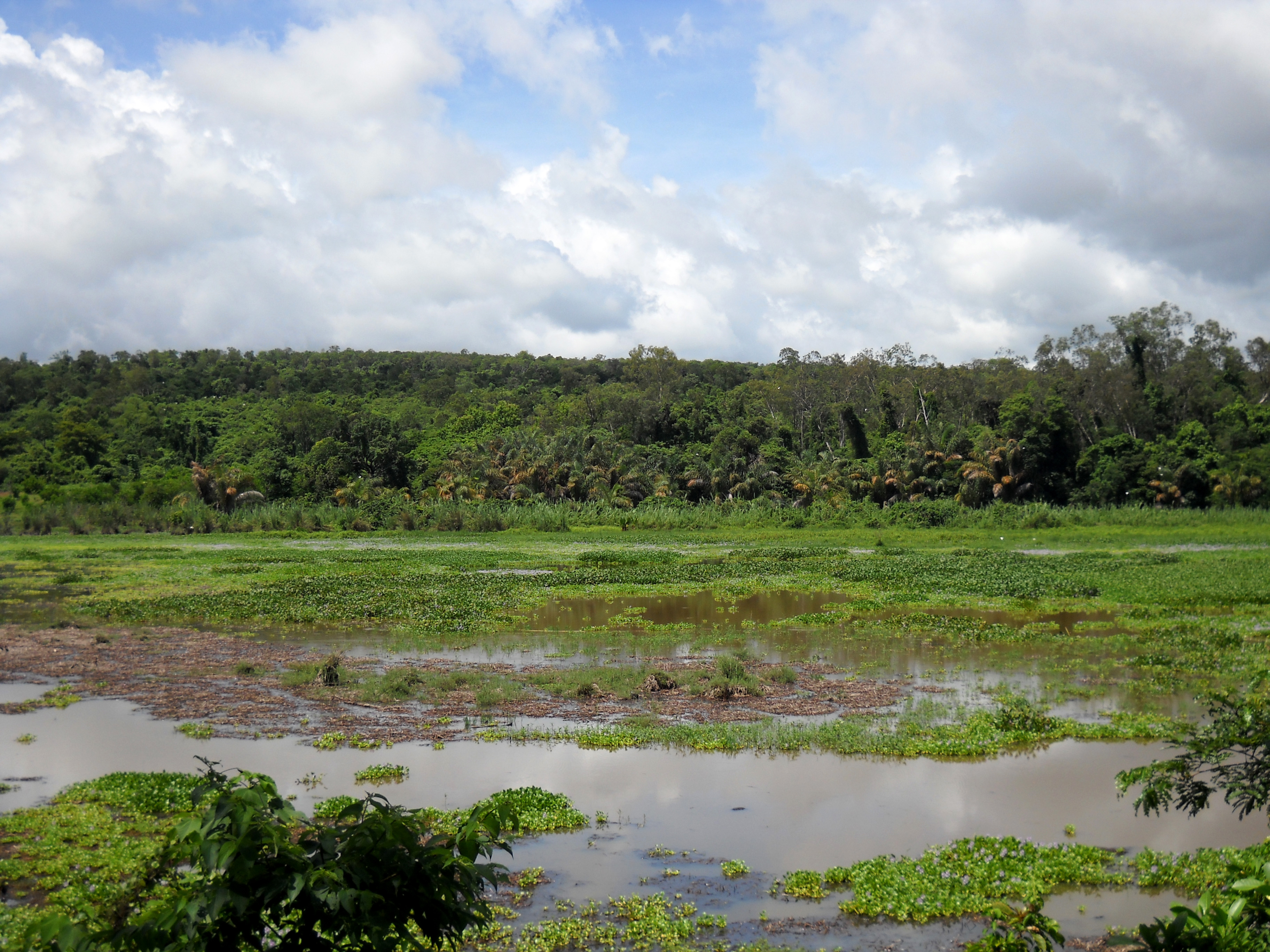
Ankarafantsika
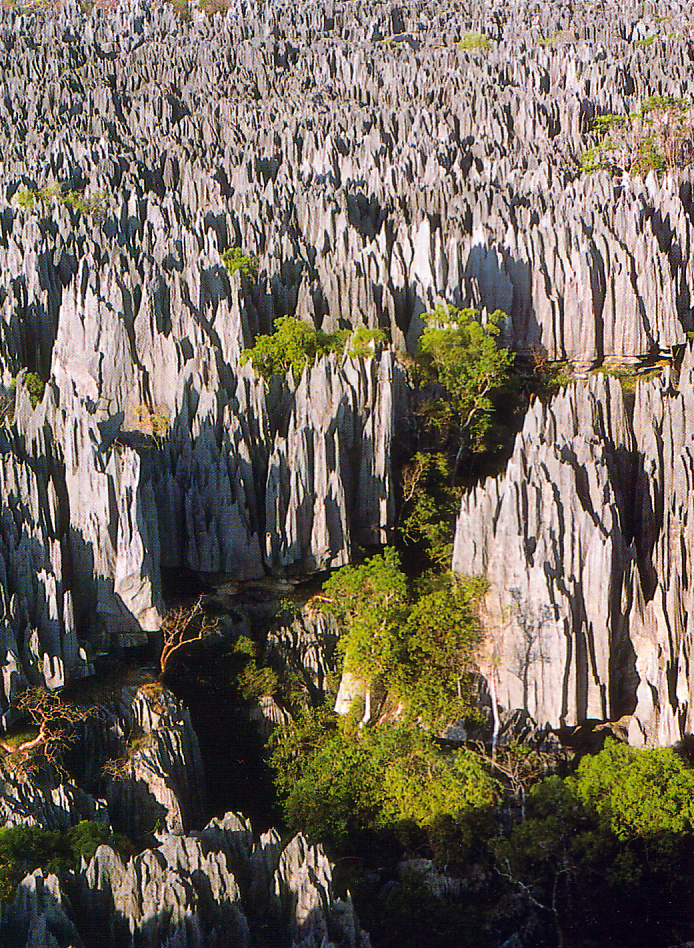
Tsingy de Bemaraha
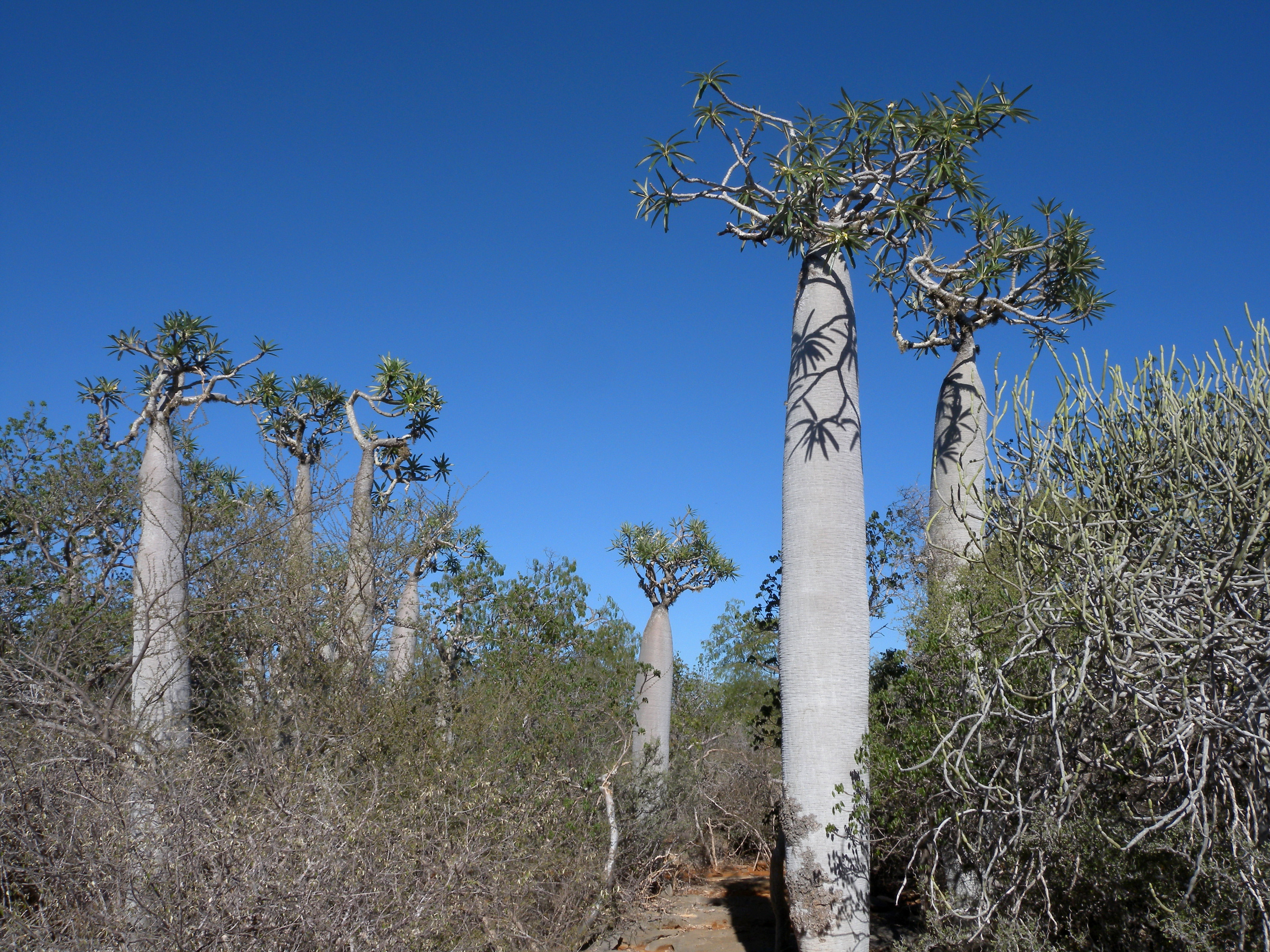
Tsimanampesotse
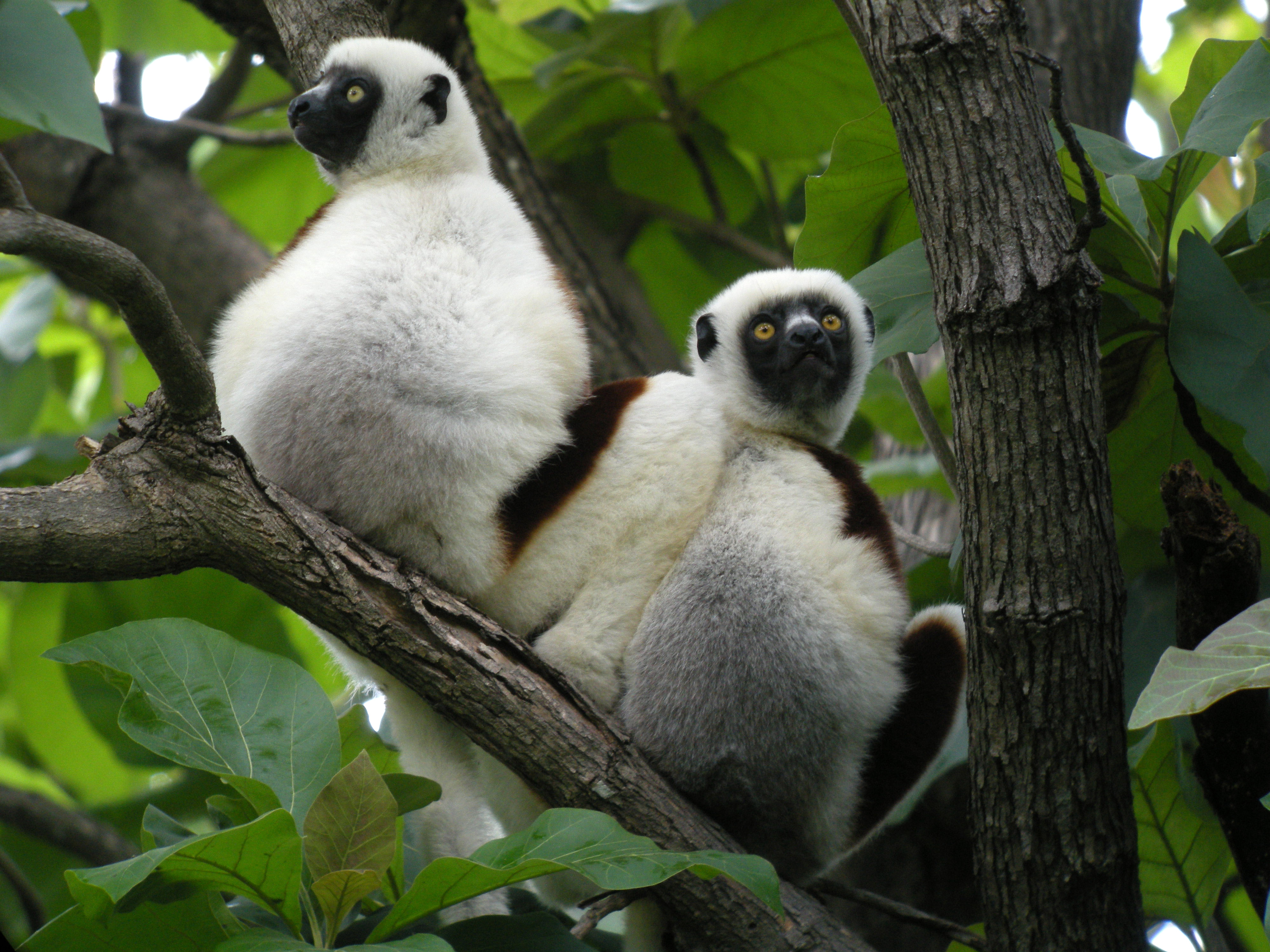
Ankarafantsika